# Stadion am Gesundbrunnen
Das Stadion am Gesundbrunnen (im Berliner Volksmund auch als Plumpe bezeichnet oder einfach als Hertha-Platz) war eine Sportstätte im Berliner Ortsteil Gesundbrunnen. Sie wurde zwischen 1923 und 1924 erbaut und diente knapp vier Jahrzehnte lang dem Fußballverein Hertha BSC als Heimspielstätte. Nachdem Hertha das Gelände aufgrund finanzieller Schwierigkeiten verkaufen musste, wurde das Stadion 1974 abgerissen.

## Lage und Kapazität

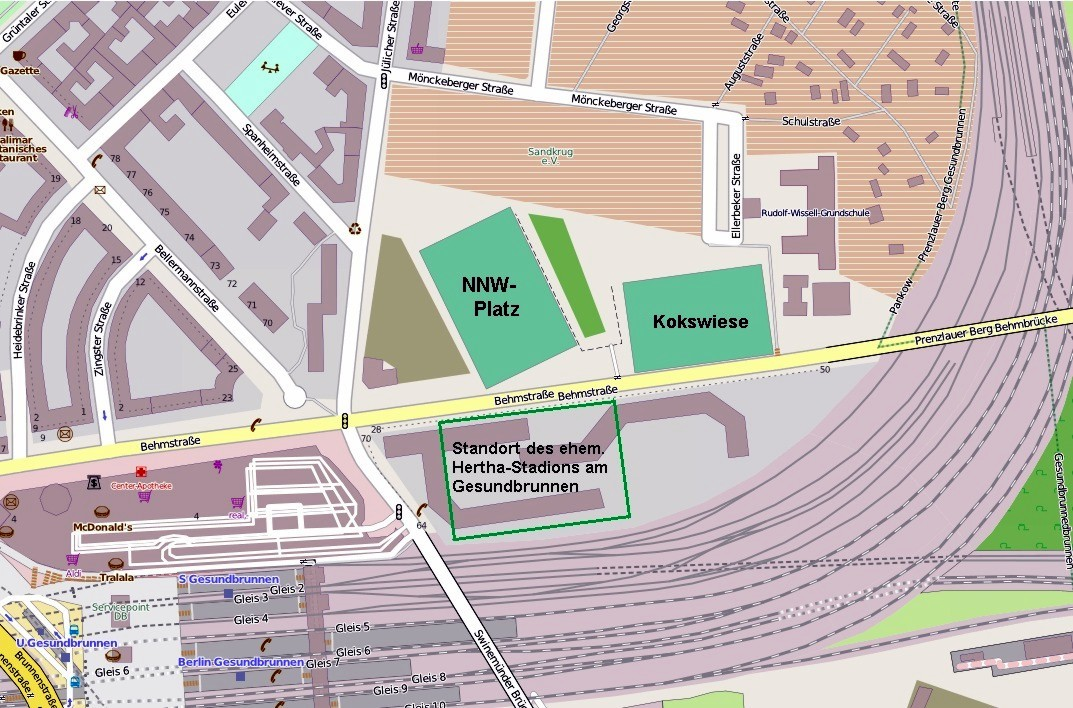
Lage des Stadions im heutigen Berliner Stadtbild

Das Stadion befand sich im Zentrum vom Gesundbrunnen direkt an der Swinemünder Brücke im Ostteil des damaligen Bezirks Wedding. Es wurde im Norden durch die Behmstraße, im Westen durch die Bellermannstraße sowie im Osten und Süden durch die Bahngleise des nahegelegenen Bahnhofs Gesundbrunnen begrenzt. Die Sportstätte bot zunächst 35.239 Zuschauern Platz, die sich auf 2.642 Sitz- sowie 32.597 Stehplätze verteilten. Aufgrund der Beschädigungen durch den Zweiten Weltkrieg reduzierte sich das Fassungsvermögen später auf rund 20.000 Zuschauer.

## Der Begriff „Plumpe“

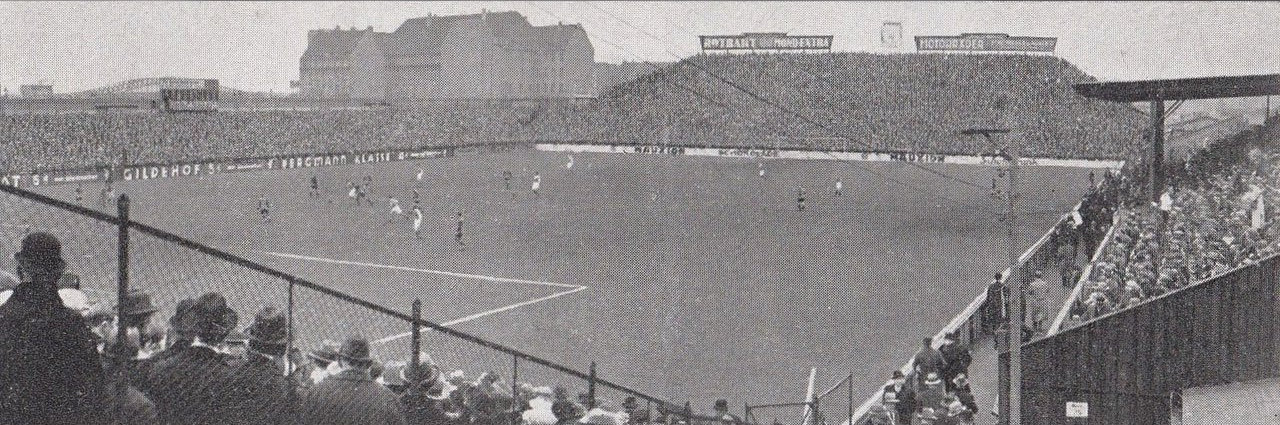
Stadion am Gesundbrunnen, ca. 1930

Im Berliner Volksmund wurde und wird das Stadion überwiegend als „Plumpe“ bezeichnet. Dieser Begriff ist ursprünglich eine Berliner Abwandlung für Wasserpumpen, wie sie in der Stadt an vielen Straßen vorzufinden sind. Auch in der Behmstraße gab es eine Wasserpumpe, die mit einer Heilquelle im nahegelegenen Luisenbad verbunden war. Aus der Heilquelle leitet sich auch die Bezeichnung des Ortsteils als Gesundbrunnen ab. Aus der Pumpe wiederum entstand zunächst „Plumpe“ als Spitzname für den Ortsteil. Da das Stadion am Gesundbrunnen damit „an der Plumpe“ lag, verkürzte sich der Name später nur noch auf „Plumpe“.
Die 1748 erstmals erwähnte Heilquelle wurde Anfang des 20. Jahrhunderts bei Kanalarbeiten zugeschüttet und im Sommer 2008 im Keller eines dem Bahnhof Gesundbrunnen nahegelegenen Wohnhauses vermeintlich wiederentdeckt. Allerdings erwies sich dieser „Fund“ nach eingehender Untersuchung nur als ansteigendes Grundwasser, ein typisches Berliner Problem.

## Geschichte
Am 1. Juni 1923 gründeten die Mitglieder des erst kurz zuvor entstandenen Hertha BSC (einer Fusion aus dem BFC Hertha 1892 und dem Berliner Sport-Club) die Sportplatz Bau- und Betriebs-GmbH, die mit dem Gründungstag das Gelände der ehemaligen Schebera-Eisbahn erwarb. Die Eisbahn lag gegenüber dem alten Schebera-Sportplatz, den Hertha (mit Unterbrechungen) seit 1904 genutzt hatte. Der Name ‚Schebera‘ ging auf den Gastwirt Joseph Schebera zurück, der 1900 den Sportplatz errichtet und später an Hertha verpachtet hatte.
Der Umzug war notwendig geworden, da der BFC Hertha die Pacht für den Schebera-Platz nicht mehr aufbringen konnte und sich zusammen mit dem finanziell potenten Fusionspartner vom Berliner SC unabhängig machen wollte. Ende 1923 wurde dann mit dem Ausbau des Platzes gestartet. Zunächst entstand eine überdachte Holztribüne für 3600 Zuschauer. Später entstanden dann die Hintertortribünen, die von den Anhängern „Uhrenberg“ (aufgrund der hier angebrachten Stadionuhr) und „Zauberberg“ genannt wurden. Eröffnet wurde das Stadion am 9. Februar 1924 mit der Partie Hertha BSC gegen VfB Pankow, die mit einem 1:0-Sieg der Gastgeber endete. Nach dem Abschluss aller Baumaßnahmen fasste die Arena letztlich 35.239 Zuschauer und war unter anderem Austragungsort der Gruppenspiele des olympischen Fußballturniers von 1936.

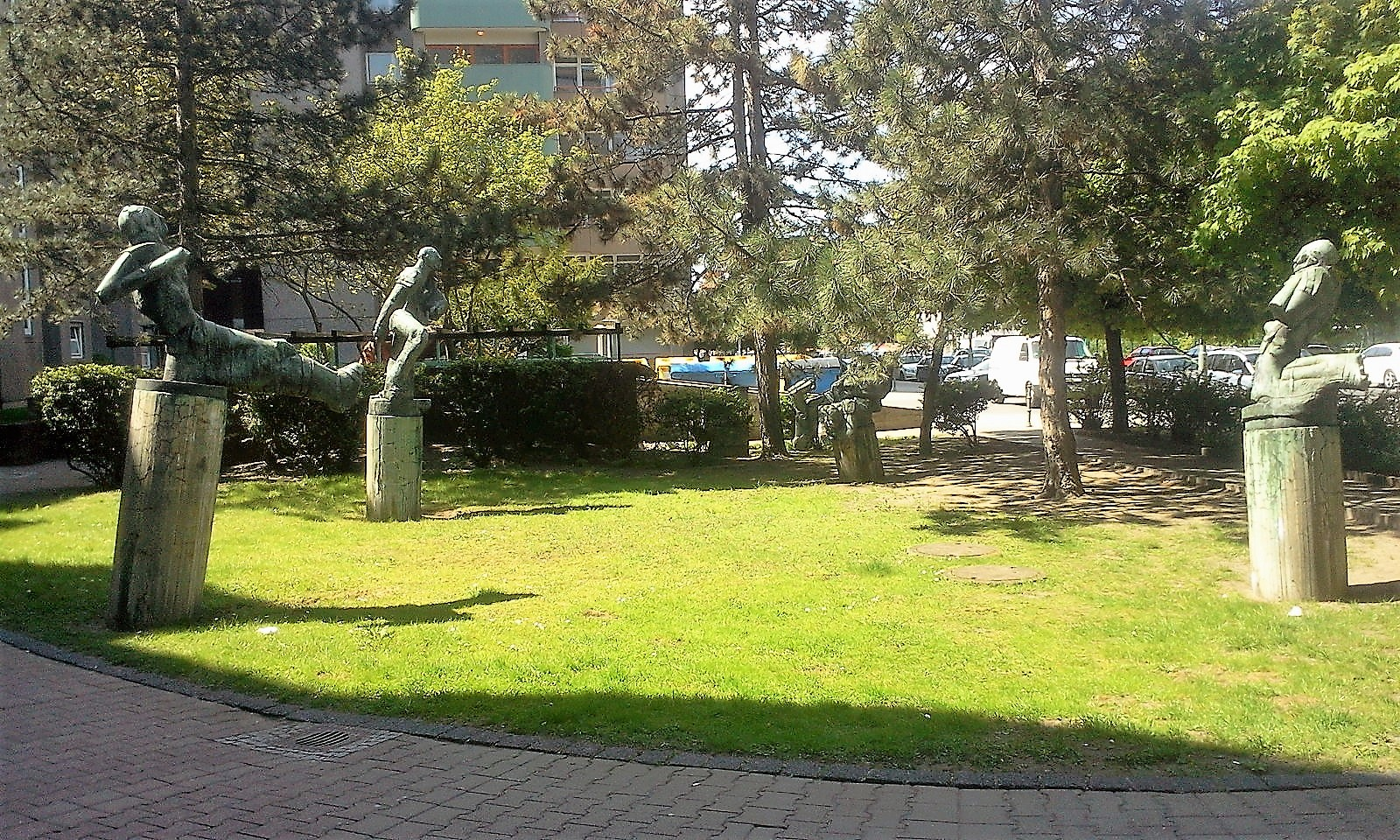
Vier Fußballspieler-Skulpturen vor der Behmstraße 40, die an das frühere Stadion erinnern

Nach dem Zweiten Weltkrieg wies das Stadion schwere Schäden auf. So brannte die große Tribüne in der Nacht vom 5. auf den 6. Mai 1945 vollkommen aus. Erst im Dezember 1950 konnte Hertha die Plumpe wieder beziehen. Nach der Sanierung fasste die Arena noch 20.000 Zuschauer. Zur Gründung der Fußball-Bundesliga in der Saison 1963/64 zog Hertha BSC in das Berliner Olympiastadion um, da die Plumpe die Mindestanforderungen für den Bundesligaspielbetrieb nicht erfüllte. In den Regionalligaspielzeiten von 1965 bis 1968 kehrte Hertha nochmals in ihr altes Stadion zurück, bevor man das Stadion dann endgültig verließ. Nach dem Bundesliga-Skandal von 1971 drohte der Hertha, deren Spieler ebenfalls beteiligt waren, das finanzielle Aus. Der Verein musste die Plumpe verkaufen. Das letzte Spiel war für den 22. Oktober 1974 gegen den 1. FC Nürnberg vorgesehen, musste jedoch wegen starken Regens abgesagt werden. Die Spielstätte wurde 1974 abgerissen, um 440 neuen Wohnungen Platz zu machen. Bei diesem Wohnkomplex erinnern heute vier Fußballspieler-Skulpturen von Michael Schoenholtz an das frühere Stadion.
Herthas ehemaliges Vereinsheim an der Ecke Behm- / Jülicher Straße aus dem Jahr 1924 wurde 2024 abgerissen.